# Nhà thờ Tin Lành ở Necpaly
Nhà thờ Tin Lành ở Necpaly (tiếng Slovakia: Evanjelický kostol v Necpaloch) là nhà thờ Tin lành ở làng Necpaly, huyện Martin, vùng Žilina, Slovakia. Nhà thờ này được ghi danh vào Danh sách Di tích Trung ương theo quyết định của Bộ Văn hóa Cộng hòa Slovakia vào ngày 26 tháng 11 năm 1963.

## Lịch sử
Nhà thờ Tin Lành ở Necpaly như ngày nay được xây dựng vào giai đoạn 1840 - 1843. Lễ thánh hiến tòa tháp chuông diễn ra vào năm 1863. Các bức tranh trang trí bàn thờ được phục hồi từ năm 2003 đến năm 2006.

## Kiến trúc
Nhà thờ được xây theo phong cách cổ điển trên một mặt bằng hình chữ nhật, có một gian giữa và một tòa tháp chuông. Bên trong nhà thờ còn lưu giữ những hiện vật lịch sử như: bàn thờ từ thế kỷ 18, bục giảng cổ điển và những bức tranh Baroque.